# Маркус Ларсон (скијаш)
Магнус Ларсон (швед. Markus Larsson; Кил, 9. јануар 1979) је шведски алпски скијаш у техничким дисциплинама, слалому и велеслалому.
Своју прву трку у Светском купу возио је у новембру 1999. а прве бодове освојио је годину дана после у америчком Парк Ситију. Боље резултате остварује у слалому, дисциплина у којој је забележио једине две победе. Прву је остварио на домаћем терену, 18. марта 2006. у Ореу. На том је скијалишту освојио и једину медаљу на светском првенству, сребро у екипној конкуренцији 2007.
У јуниорској конкуренцији на светским првенствима освојио је три медаље, златну у комбинацији и бронзане у велеслалому и супервелеслалому, све три у Шладмингу 1997. године.

## Резултати

### Олимпијске игре
- Сотл Лејк Сити 2002. — 7. у слалому
- Торино 2006. — 11. у алпској комбинацији

### Светска првенства
- Санкт Антон ам Арлберг 2001.
  - 18. место у слалому
- Санкт Мориц 2003.
  - 6. место у алпској комбинацији,
  - 10 место у слалому
- Бормио 2005.
  - 4. место у слалому
- Оре 2007.
  -  Сребрна медаља у екипном такмичењу

### Светски куп
Најбољи генерални пласман: 22. место у 2006/07.
- 2 победе у 2 слалом такмичења.
- 4 победничка постоља

#### Пласмани по сезонама
- Светски куп 2005/06.
  - 9. место у слалому
    - 1 победа у слалому (Оре (Шведска)).
- Светски куп 2006/07.
  - 4. место у слалому
    - 1 победа у слалому (Алта Бадија (Италија))